# Ewonne Winblad
Ewonne Elisabet Winblad, född Callert den 1 april 1937 i Katarina församling i Stockholm, död 9 juni 2022 i Engelbrekts distrikt i Stockholm, var en svensk journalist, författare, tv-reporter och tv-chef.
Winblad utbildade sig vid Stockholms universitet och Journalisthögskolan i Stockholm. Hon arbetade som reporter, utrikeskorrespondent och redaktionssekreterare på Aftonbladet, reporter och redaktionschef för Radio Stockholm, programledare och chef för Rapport på SVT samt kanalchef för Sveriges Radio P1. 
Winblad var nyhetsuppläsare i Sveriges första TV-nyhetssändning om mordet på Olof Palme, i Rapport 1 mars 1986 kl. 04:00.
Winblad var även styrelseledamot i Dagens Nyheter och ledamot i regeringens kommission om händelserna i Hallandsåsen (Tunnelkommissionen), Säkerhetstjänstkommissionen och Skyddsregistreringsdelegationen.
Hon fortsatte att verka som frilansjournalist och författare. År 2008 tilldelades hon HM konungens medalj i 8:e storleken i serafimerordens band för förtjänstfulla insatser inom svenskt samhällsliv.
Ewonne Winblad var från 1965 gift med journalisten Lennart Winblad (1938–2022). De är begravda på Skogskyrkogården i Stockholm.